# ジョージ・ライトン
ジョージ・ライトン（George Ryton, 1948年8月15日 - ）は、シンガポール生まれ、イギリス国籍のレースカーデザインエンジニア。

## 経歴
37歳だった1985年にハース・ローラチームの設計事務所に雇用されF1の世界に入った。
その設計事務所は、ロンドン近郊コルンブルックに位置する、フォーミュラ・ワン・レースカー・エンジニアリング (Formula One Race Car Engineering, 略称：FORCE)という、米国チームが英国に設定したファクトリーで、チーム撤退後はバーニー・エクレストンが買収した。
チーム解散後の1987年、ビスターにあるレイナードのマルコム・オーストラーのデザインチームに移り、レイナードの初代のF3000シャシー・レイナード88Dの設計を手伝った。
その翌1988年には、当時スクーデリア・フェラーリのテクニカル・ディレクターを務めていたジョン・バーナードの英国の設計事務所「デザイン・センター」(GTO: Guildford Technical Office)のメンバーとなった(GTOは1986年8月の発足、FDDは1992年8月の発足、B3 Technologiesは1997年4月の発足)。
1988年末、ライトンはF1新興チームユーロブルンのテクニカル・ディレクターに就任し、1989年と1990年シーズンを戦ったが、チームは予選不通過も多く90年第14戦スペインGPを最後にF1から撤退した。
1991年にティレルへ移籍。1992年までハーベイ・ポスルスウェイトの下でチーフ・デザイナーに就任し、3シーズン使用されたティレル・020の関係者名簿に名を残すが、020はティレル・019ベースのエンジンを差し替えた改造車である。1992年シーズン終了後、ライトンはティレルを離れてバーナードのもと(FDD)に戻る。
バーナードは一時ベネトンに移籍したが、フェラーリに戻ったライトンは、1996年半ばまでチーム拠点のマラネッロの設計事務所を担当していたが、1995年はフォルティのテクニカル・ディレクターを要請されFG03シャーシに取り組んだ後、シーズン半ばにチームは解散し、ライトンは仕事を失う。
1996年、フランスのリジェに加入し研究開発責任者に任命される。同年末にチームは元F1チャンピオンのアラン・プロストに買収され、リジェで準備された1997年用のマシンJS45とプロストGPの初代マシン・AP01には彼の名前が添付されていた。1998年のAP01での不振な1年を終えると、ライトンはイタリアのミナルディに移籍し、1999年用の新車M01を用意した。ミナルディでは2003年シーズンの最終戦日本GPまで5シーズン在籍した。最初はチーフデザイナーとして、1999年以後はデザインコンサルタントだった。
F1を離れたライトンは、現在コーンウォールで独立したコンサルタントとして働いている。